# مارك لندن
مارك لندن (بالإنجليزية: Mark London)‏ هو ملحن ومنتج أسطوانات وكاتب أغاني بريطاني، ولد في 1940.

## وصلات خارجية
- مارك لندن على موقع IMDb (الإنجليزية)
- مارك لندن على موقع ميوزك برينز (الإنجليزية)
- مارك لندن على موقع أول ميوزيك (الإنجليزية)
- مارك لندن على موقع ديسكوغز (الإنجليزية)
- مارك لندن على موقع قاعدة بيانات الفيلم (الإنجليزية)